# VI. Vlad havasalföldi fejedelem
VI. Vlad Dragomir (születési ideje és helye ismeretlen – 1522 januárja, Nicopolie) Havasalföld fejedelme volt rövid ideig 1521-ben Szerzetes Dragomir (románul: Dragomir Călugărul) néven.
Származásáról nem áll rendelkezésre sok adat de úgy tűnik, hogy V. Ifjú Vlad törvénytelen fia és IV. Szerzetes Vlad unokája lehetett. 
A becenév feltehetően onnan ered, hogy a kor szokásai szerint sok bojár gyermeke önvédelemből viselte a szerzetesi ruhát – ezzel azt akarták jelképezni, hogy távol akarnak maradni a világi tisztségektől és nem szállnak harcba a fejedelmi koronáért.
Szerzetes Dragomir a fejedelmi származása által és számos bojár unszolására Neagoe Basarab halála után elérkezettnek látta az időt, hogy trónkövetelésével fellépjen Neagou fiával, a gyermek Teodosie-vel szemben.  Részben moldovai bojárok segítségével egy gyors hadművelet keretében 1521 szeptember 27-én Târgoviște városában leverte Teodosie seregét és megkoronáztatta magát.
Teodosie serege rövid idő után a Mehmet pasa által irányított jelentős török haderővel vágott vissza 1521 október közepén. Szerzetes Dragomir fogságba esett és 1521 október 25-én Nicopolie városában Mehmet pasa parancsára lefejezték.